# Orthoépie
L’orthoépie ou phonétique normative est l'étude de la prononciation correcte :
elle définit les règles de la prononciation en fonction de l'orthographe, et énonce les lois phonétiques d'une langue
.
Elle prend en compte[Comment ?] l'évolution historique de la langue et son étymologie.
Le nom français orthopédie vient des mots ὀρθός orthos « droit » et ἔπος epos « parole » du grec ancien.